# Siegbert Feghelm
Siegbert Feghelm (* 22. August 1942 in Rödermark; † 20. September 1995) war ein deutscher Fußballtorhüter. Von 1966 bis 1972 hat er bei Eintracht Frankfurt in der Fußball-Bundesliga 24 Ligaspiele absolviert.

## Karriere
Feghelm kam 1964 von Germania Ober-Roden zum Bundesligisten Eintracht Frankfurt, wo er zunächst zwei Jahre in der Amateurmannschaft der „Adlerträger“ spielte. Bei der Eintracht war er ab der Saison 1966/67 Ersatztorwart und kam bis zu seinem Wechsel im Jahre 1972 nach Neu-Isenburg zu 24 Einsätzen in der Bundesliga. In der Saison 1966/67 kamen mit Fahrudin Jusufi, Siegfried Bronnert und Dieter Krafczyk drei externe Spieler zur Eintracht und mit Ernst Abbe und Feghelm wurden noch zwei Amateure in den Lizenzspielerkader aufgenommen. Insgesamt kam er in dieser Runde unter Trainer Elek Schwartz auf acht Einsätze und hütete auch im Messepokal in zwei Spielen gegen Drucondra Dublin und Hvidovre Kopenhagen das Eintracht-Tor. Peter Kunter war die Nummer eins mit 24 Bundesligaeinsätzen, gefolgt von Feghelm mit acht und Egon Loy mit zwei Spielen. Frankfurt belegte den vierten Rang. Sein Bundesligadebüt hatte Feghelm am 15. Oktober 1966 beim 0:0-Auswärtsremis gegen Borussia Mönchengladbach. Hinter der Abwehrreihe mit Karl-Heinz Wirth, Dieter Lindner, Peter Blusch und Lothar Schämer hielte er das Tor gegen die BMG-Angreifer Herbert Wimmer, Herbert Laumen, Jupp Heynckes, Günter Netzer und Bernd Rupp sauber. In der Bundesliga Chronik 1966/67 wird im Spielbericht festgehalten: „Im Tor der anfangs zurückgedrängten Gäste stand mit dem Debütanten und Torwart Nummer 3 ein Mann, der ohne Fehl und Tadel hielt, was zu halten war. Glück hatte der blonde 24-Jährige allerdings auch als Heynckes nur den Pfosten traf.“ Die Situation erschwerte sich ab der Saison 1967/68 durch den Zugang von Hans Tilkowski entscheidend für Feghelm. Zwei Runden kam er zu keinem Pflichtspieleinsatz bei der Eintracht. Erst in der Saison 1969/70 kam er wieder zu weiteren fünf Bundesligaspielen, 1970/71 zu acht Einsätzen und beendete nach den drei letzten Bundesligaspielen in der Saison 1971/72 gegen den 1. FC Köln (1:1), Fortuna Düsseldorf (4:2) und dem 1:0-Auswärtserfolg am 28. Juni 1972 beim MSV Duisburg seine Lizenzspielerlaufbahn. Zur Saison 1972/73 kam mit Günther Wienhold ein neuer Torhüter zur Eintracht.
Ab der Saison 1972/73 spielte der 1,89 m große Torhüter noch für die SpVgg Neu-Isenburg und stieg mit Trainer Wolfgang Solz in der Saison 1974/75 in die Hessenliga auf.